# حدائق السحر فی دقائق الشعر
حدائق السحر في دقائق الشعر هي رسالة فارسية من القرن الثاني عشر عن البلاغة التي صاغها رشيد الدين الوطواط، وهو بيروقراطي رفيع المستوى في الدولة الخوارزمية.